# 버그트리스
《버그트리스》(Bug Tris)는 대한민국에서 제작된 비공식 비디오 게임이다.
기본적으로 테트리스와 비슷한데 플레이어가
테트리미노를 붙일 때마다 한칸씩 움직이는 반짝이는 정사각형이 있는데, 그 정사각형이 있는 칸을 지우면 화면에 벌레가 나타나면서 파리채 모양  커서가 나타난다. 커서를 벌레에 맟추어 A버튼을 누르면 3000점을 획득한다.